# Friedrich Lent
Friedrich Lent (* 6. Januar 1882 in Nöschenrode; † 30. April 1960 in München) war ein deutscher Jurist und Politiker der Deutschnationalen Volkspartei.

## Herkunft
Lents Großvater Wilhelm Johann Heinrich Lent (1792–1868) war Präsident des Appellationsgerichts in Hamm.
Seine Eltern waren der Geheimer Bau- und Regierungsrat Hugo Lent (1827–1915) und dessen Ehefrau Pauline Pape (1840–1928), eine Tochter des Appellationsgerichtsrats Heinrich Pape (1803–1862). Sein Onkel Alfred Lent war Geheimer Baurat und Geschäftsinhaber der Disconto-Gesellschaft in Berlin.

## Leben und Wirken
Nach dem Besuch des Prinz-Heinrichs-Gymnasiums in Schöneberg ging Friedrich Lent im Jahr 1900 zum Studium der Rechtswissenschaften an die Universität Straßburg, die Universität München, die Universität Leipzig und die Universität Berlin. 1903 legte er sein Referendarexamen ab und 1908 sein Assessorexamen, danach arbeitete er für eine kurze Zeit als Gerichtsassessor.
Unter Betreuung von Konrad Hellwig promovierte Lent 1905 in Berlin mit einer Arbeit über Die Anweisung als Vollmacht und im Konkurse, die 1907 veröffentlicht wurde. Nach seiner 1909 erfolgten Habilitation bei August Sigismund Schultze in Straßburg über den Begriff der auftragslosen Geschäftsführung wurde er dort zunächst Privatdozent. Im April 1912 folgte er dem Ruf als außerordentlicher Professor an die Universität Jena und 1918 als ordentlicher Professor nach Erlangen an die Friedrich-Alexander-Universität, wo er bis 1947 den Lehrstuhl für Bürgerliches Recht, Zivilprozessrecht und freiwillige Gerichtsbarkeit innehatte und danach noch weiter als Emeritus lehrte. Lent war ab 1927 Mitherausgeber der Zeitschrift Nationalwirtschaft.
Lent gehörte von 1920 bis 1923 der Deutschen Volkspartei, danach der Nationalliberalen Landespartei Bayerns (NLLP) und ab 1931 der Deutschnationalen Volkspartei an. Von 1924 bis 1932 war Lent Mitglied des Bayerischen Landtages. Im Juli 1932 wurde er zum Mitglied des Deutschen Reichstages gewählt, dem er bis zum Ende der 8. Wahlperiode 1933 angehörte. Die 52 Abgeordneten der DNVP stimmten am 24. März 1933 dem Ermächtigungsgesetz zu. Auf dem Wahlvorschlag für die Wahl zum Deutschen Reichstag am 12. November 1933 kandidierte Friedrich Lent unter der Nr. 506 (von 661) auf der Einheitsliste der NSDAP (Hitlerbewegung) und war damit gewählt. Doch wurde er nach seiner Wahl „gestrichen“. Der NSDAP „blieb er fern“. Lent gehörte seit September 1933 der Akademie für Deutsches Recht an. Laut seinem Biographen Walther J. Habscheid sei es sein Verdienst dort gewesen, dass er und seine Gefährten verhinderten, dass das römische Recht durch ein germanisches Volksgesetzbuch abgelöst wurde. Der Bayerische Staat habe dieses zunächst nicht gewürdigt, als er gemeinsam mit der US-amerikanischen Militärregierung Lent 1947 für neun Monate vom Dienst suspendierte und seinen Lehrstuhl sogleich neu besetzte. Lent musste sich 1935/1937 einem Disziplinarverfahren unterziehen und wurde zu einer Geldstrafe verurteilt, da er Greuelmärchen verbreitet haben soll und er unter Verdacht der Spionage stand.
Nach dem Ende seiner Professorentätigkeit lebte Lent von 1950 bis 1954 in Herrsching am Ammersee und danach in München.

## Ehrungen
Zu seinem 75. Geburtstag wurde Lent mit einer Festschrift geehrt  (Leo Rosenberg, Karl Heinz Schwab (Hrsg.): Festschrift für Friedrich Lent zum 75. Geburtstag, München 1957) und er erhielt am 15. Dezember 1959 den Bayerischen Verdienstorden.

## Familie
Er heiratete 1910 in Köln Felicitas Grein (1890–1969), eine Tochter des Kaufmanns Franz Grein und der Amalie Brockhues. Das Paar hatte einen jung verstorbenen Sohn sowie eine Tochter.

## Werke (Auswahl)
Lents wissenschaftliche Schriften befassten sich vor allem mit Fragen des Zivilrechts und des Zivilprozessrechts. Die von ihm begründeten Lehrbücher zum Sachenrecht, zum Zivilprozessrecht und zum Zwangsvollstreckungs- und Konkursrecht (jetzt: Insolvenzrecht) werden bis heute von anderen Autoren fortgeführt. Gleiches gilt für den von Ernst Jaeger begründeten Großkommentar zur Konkursordnung (jetzt: Insolvenzordnung), dessen ersten Band Lent in der achten Auflage neu bearbeitete.
- Die Anweisung als Vollmacht und im Konkurse, Leipzig 1907 (Dissertationsschrift)
- Der Begriff der auftragslosen Geschäftsführung, Leipzig 1909 (Habilitationsschrift)
- Grundriss der freiwilligen Gerichtsbarkeit, Leipzig 1922 (Lehrbuch)
- Zivilprozessrecht, München, 1. Aufl. 1947 (Lehrbuch)
- Zwangsvollstreckungs- und Konkursrecht, München, 1. Aufl. 1948 (Lehrbuch)
- Sachenrecht, München, 1. Aufl. 1949 (Lehrbuch)
- Freiwillige Gerichtsbarkeit, Beck, München, 1. Aufl. 1951, DNB 452995124 (Lehrbuch)
- mit Ernst Jaeger (Begründer): Konkursordnung, 8. Auflage, de Gruyter, Berlin 1958, Band 1 (Großkommentar).